# Michele Ferrero
Michele Ferrero (26. dubna 1925 – 14. února 2015) byl italský podnikatel, majitel cukrovinkové firmy Ferrero, z níž za svého života vytvořil druhou největší evropskou firmu ve svém oboru, ačkoli začínal jako dědic malé firmy a kavárny v Albě, v kraji Piemont, které založil jeho otec. Do otcovy firmy nastoupil roku 1949. Proslul zejména vytvořením výrobku Nutella, která je tvořena tradiční čokoládovo-oříškovou pastou gianduja, do níž Ferrero začal přidávat olivový olej. Vymyslel též výrobky jako kinder vajíčko či peprmintové bonbóny Tic Tac. Roku 2014, rok před svou smrtí, byl podle agentury Bloomberg 20. nejbohatším člověkem světa, byl rovněž nejbohatším Italem. Roku 1997 řízení firmy předal svým synům Giovanni Ferrerovi a Pietro Ferrerovi.